# Bredemeyera hebeclada
Bredemeyera hebeclada är en jungfrulinsväxtart som först beskrevs av Dc., och fick sitt nu gällande namn av J.F.B.Pastore. Bredemeyera hebeclada ingår i släktet Bredemeyera och familjen jungfrulinsväxter. Inga underarter finns listade i Catalogue of Life.